# U-204
| U-204                                                                                    | U-204 | U-204 |
| ---------------------------------------------------------------------------------------- | --- | --- |
| U 204                                                                                    | | |
|                                                                                          | | |
| Зображення підводного човна підтипу VIIC                                                 | | |
| Верф                                                                                     | Friedrich Krupp Germaniawerft, Кіль                                                                                    | Friedrich Krupp Germaniawerft, Кіль                                                                                    |
| Під прапором                                                                             | Третій Рейх | Третій Рейх |
| Належність                                                                               | Крігсмаріне | Крігсмаріне |
| Порт приписки                                                                            | Кіль, Брест | Кіль, Брест |
| Замовлення                                                                               | 23 серпня 1939 | 23 серпня 1939 |
| Закладений                                                                               | 22 квітня 1940 | 22 квітня 1940 |
| Спуск на воду                                                                            | 23 січня 1941 | 23 січня 1941 |
| Введений до складу флоту                                                                 | 8 березня 1941 | 8 березня 1941 |
| Виведений зі складу флоту                                                                | 19 жовтня 1941 | 19 жовтня 1941 |
| На службі                                                                                | 1941 | 1941 |
| Загибель                                                                                 | 19 жовтня 1941 року потоплений у Гібралтарській протоці глибинними бомбами британських кораблів «Маллоу» та «Рочестер» | 19 жовтня 1941 року потоплений у Гібралтарській протоці глибинними бомбами британських кораблів «Маллоу» та «Рочестер» |
| Бойовий досвід                                                                           | Друга світова війна Битва за Атлантику                                                                                 | Друга світова війна Битва за Атлантику                                                                                 |
| Проєкт                                                                                   | | |
| Тип ПЧ                                                                                   | середній торпедний ДПЧ                                                                                                 | середній торпедний ДПЧ                                                                                                 |
| Вартість                                                                                 | 4 714 000 ℛℳ | 4 714 000 ℛℳ |
| Основні характеристики                                                                   | | |
| Швидкість (надводна)                                                                     | 17,9 вузлів | 17,9 вузлів |
| Швидкість (підводна)                                                                     | 8 вузлів | 8 вузлів |
| Робоча глибина занурення                                                                 | 100 м | 100 м |
| Гранична глибина занурення                                                               | 220 м | 220 м |
| Автономність плавання                                                                    | 135—174 км на швидкості 4 вузли (в підводному положенні) 11 470 км на швидкості 10 вузлів (у надводному положенні)     | 135—174 км на швидкості 4 вузли (в підводному положенні) 11 470 км на швидкості 10 вузлів (у надводному положенні)     |
| Екіпаж                                                                                   | 44-60 осіб | 44-60 осіб |
| Розміри                                                                                  | | |
| Довжина найбільша (по КВЛ)                                                               | 67,1 м | 67,1 м |
| Ширина корпусу найб.                                                                     | 6,2 м | 6,2 м |
| Висота                                                                                   | 9,6 м | 9,6 м |
| Середня осадка (по КВЛ)                                                                  | 4,74 м | 4,74 м |
| Водотоннажність надводна                                                                 | 769 т | 769 т |
| Силова установка                                                                         | | |
| дизель-електрична; 2 дизельних двигуни MAN M 6 V 40/46, 2 електродвигуни BBC GG UB 720/8 | | |
| Гвинти                                                                                   | 2 | 2 |
| Потужність                                                                               | 2 × 2100—2310 к.с. (дизелі) 2 × 750 к.с. (електродвигуни)                                                              | 2 × 2100—2310 к.с. (дизелі) 2 × 750 к.с. (електродвигуни)                                                              |
| Озброєння                                                                                | | |
| Артилерія                                                                                | 1 × 88-мм палубна гармата SK C/35                                                                                      | 1 × 88-мм палубна гармата SK C/35                                                                                      |
| Торпедно- мінне озброєння                                                                | 4 носових і один кормовий ТА 14 торпед або 26 мін TMA                                                                  | 4 носових і один кормовий ТА 14 торпед або 26 мін TMA                                                                  |
| ППО                                                                                      | 1 × 37-мм зенітна гармата Flak M42 2 × 20-мм зенітні гармати FlaK 30                                                   | 1 × 37-мм зенітна гармата Flak M42 2 × 20-мм зенітні гармати FlaK 30                                                   |

U-206 — німецький підводний човен типу VIIC, часів Другої світової війни.
Замовлення на будівництво човна було віддане 23 вересня 1939 року. Човен був закладений на верфі суднобудівної компанії «F. Krupp Germaniawerft AG» у місті Кіль 22 квітня 1940 року під заводським номером 633, спущений на воду 23 січня 1941 року, 8 березня 1941 року увійшов до складу 1-ї флотилії. Єдиним командиром човна був оберлейтенант-цур-зее Вальтер Келль.
Човен зробив 3 бойових походи, в яких потопив 4 судна (загальна водотоннажність 17 157 брт) та 1 військовий корабель.
Потоплений 19 жовтня 1941 року в Гібралтарській протоці (35°46′ пн. ш. 06°02′ зх. д. / 35.767° пн. ш. 6.033° зх. д.) глибинними бомбами британських кораблів «Маллоу» та «Рочестер». Всі 46 членів екіпажу загинули.

## Потоплені та пошкоджені кораблі[3]
| Назва             | Тип             | Належність      | Дата           | Тоннаж (БРТ) | Вантаж                                                    | Статус    | Місце                                                       |
| Holmsteinn        | риболовне судно | Ісландія        | 31 травня 1941 | 16           | Лід                                                       | потоплено | 65°39′ пн. ш. 26°23′ зх. д. / 65.650° пн. ш. 26.383° зх. д. |
| Mercier           | вантажне судно  | Бельгія         | 10 червня 1941 | 7886         | Баласт, 1000 мішків пошти та тренувальний літак на палубі | потоплено | 48°30′ пн. ш. 41°30′ зх. д. / 48.500° пн. ш. 41.500° зх. д. |
| «Бат»             | есмінець        | Норвегія        | 19 серпня 1941 | 1060         |                                                           | потоплено | 49°00′ пн. ш. 17°00′ зх. д. / 49.000° пн. ш. 17.000° зх. д. |
| Aingeru Guardacoa | риболовне судно | Іспанія         | 14 жовтня 1941 | 97           |                                                           | потоплено | 36°20′ пн. ш. 06°15′ зх. д. / 36.333° пн. ш. 6.250° зх. д.  |
| Inverlee          | танкер          | Велика Британія | 19 жовтня 1941 | 9158         | 13 880 т корабельного палива                              | потоплено | 35°36′ пн. ш. 06°22′ зх. д. / 35.600° пн. ш. 6.367° зх. д.  |